# Acianthera angustisepala
Acianthera angustisepala är en orkidéart som först beskrevs av Oakes Ames och Donovan Stewart Correll, och fick sitt nu gällande namn av Alec M. Pridgeon och Mark W. Chase. Acianthera angustisepala ingår i släktet Acianthera och familjen orkidéer. Inga underarter finns listade i Catalogue of Life.